# Водяное (Ровнянская сельская община)
Водяное (укр. Водяне) — село в Ровнянской сельской общине Новоукраинского района Кировоградской области Украины.
Население по переписи 2001 года составляло 160 человек. Почтовый индекс — 27152. Телефонный код — 5251. Код КОАТУУ — 3524082402.